# Cathorops kailolae
Cathorops kailolae är en fiskart som beskrevs av Alexandre P. Marceniuk och Betancur-r. 2008. Cathorops kailolae ingår i släktet Cathorops och familjen Ariidae. Inga underarter finns listade i Catalogue of Life.